# Adil Aliyev
Adil Abish oglu Aliyev (en azerí: Adil Abış oğlu Əliyev; Sharur, 25 de septiembre de 1969) es vicepresidente de la Asamblea Nacional de la República de Azerbaiyán y jefe de la Comisión Parlamentaria de Juventud y Deportes.

## Biografía
Adil Aliyev nació el 25 de septiembre de 1969 en el raión de Sharur de la República Autónoma de Najicheván.
En 1992 se graduó de la Escuela Naval Superior en San Petersburgo. En 1998 se graduó de la Academia de Policía del Ministerio del Interior de Azerbaiyán. Tuvo una maestría en la Universidad Estatal de Bakú.
Es casado y tiene tres hijos. Es hermano de Maharram Aliyev, Asistente del presidente de Azerbaiyán y Jefe del Departamento de Asuntos Militares de la Administración Presidencial.

## Carrera política
Adil Aliyev ocupó diversos cargos en el Ministerio del Interior de Azerbaiyán. Fue galardonado con el premio estatal al heroísmo en 2005.
Adil Aliyev fue presidente de la Federación de Kickboxing de Azerbaiyán desde 2000 hasta 2020.
En 2005 fue elegido diputado a la Asamblea Nacional de la República de Azerbaiyán. Fue miembro del Comité de Asuntos de Seguridad y Defensa, jefe del grupo de trabajo de las relaciones interparlamentarias entre Azerbaiyán y Países Bajos. También fue miembro de los grupos de trabajo de las relaciones interparlamentarias entre Azerbaiyán-Rusia, Azerbaiyán-Ucrania, Azerbaiyán-Alemania y Azerbaiyán-Turquía de 2005 a 2010. 
El 10 de marzo de 2020, en la primera reunión de la sexta convocatoria de la Asamblea Nacional de Azerbaiyán, Adil Aliyev fue elegido vicepresidente de la Asamblea Nacional de Azerbaiyán. Al mismo tiempo, fue elegido presidente de la Comisión de Juventud y Deportes. El 5 de junio de 2020, Adil Aliyev se ha nombrado uno de los miembros de la Comisión Anticorrupción del Milli Majlis.